# Portoryko na Mistrzostwach Świata w Lekkoatletyce 2009
Portoryko na Mistrzostwach Świata w Lekkoatletyce 2009 – reprezentacja Portoryko podczas czempionatu w Berlinie liczyła 4 zawodników. Jedyny medal zdobył Javier Culson w biegu na 400 metrów przez płotki.

## Medale
- Javier Culson –  srebrny medal w biegu na 400 metrów przez płotki

## Występy reprezentantów Portoryko

### Mężczyźni
| Konkurencja                | Zawodnik            | Eliminacje | Eliminacje | Półfinał      | Półfinał      | Finał         | Finał         |
| Konkurencja                | Zawodnik            | Wynik      | Poz.       | Wynik         | Poz.          | Wynik         | Poz.          |
| -------------------------- | ------------------- | ---------- | ---------- | ------------- | ------------- | ------------- | ------------- |
| Bieg na 400 m              | Héctor Carrasquillo | 46,11      | 28.        | Nie awansował | Nie awansował | Nie awansował | Nie awansował |
| Bieg na 110 m przez płotki | Héctor Cotto        | 13,81      | 35.        | Nie awansował | Nie awansował | Nie awansował | Nie awansował |
| Bieg na 400 m przez płotki | Javier Culson       | 49,27      | 8.         | 48,43         | 4.            | 48,09         | 2. NR         |

### Kobiety
| Konkurencja   | Zawodniczka     | Eliminacje | Eliminacje | Ćwierćfinał    | Ćwierćfinał    | Półfinał       | Półfinał       | Finał          | Finał          |
| Konkurencja   | Zawodniczka     | Wynik      | Poz.       | Wynik          | Poz.           | Wynik          | Poz.           | Wynik          | Poz.           |
| ------------- | --------------- | ---------- | ---------- | -------------- | -------------- | -------------- | -------------- | -------------- | -------------- |
| Bieg na 100 m | Carol Rodríguez | 11,64      | 32.        | Nie awansowała | Nie awansowała | Nie awansowała | Nie awansowała | Nie awansowała | Nie awansowała |
| Bieg na 200 m | Carol Rodríguez | 23,64      | 29.        |                |                | Nie awansowała | Nie awansowała | Nie awansowała | Nie awansowała |